# Heinrich Hackmann
Heinrich Friedrich Hackmann (Osnabrück, 1864. augusztus 31. – Hildesheim, 1935. július 13.) német evangélikus teológus, vallástörténész, sinológus.

## Élete és munkássága
Hackmann egyetemi tanulmányait Lipcsében és Göttingenben végezte, majd 1893-ban a Göttingeni Egyetem tanára lett. 1894-től 1904-ig a Sanghajban élő német közösség lelkészeként dolgozott. 1913-tól 1934-ig az Amszterdami Egyetemen tanított vallástörténetet.

### Főbb művei
- Die Zukunftserwartung des Jesaia. Göttingen, 1893
- Der Buddhismus
  - Band 1: Der Ursprung des Buddhismus und die Geschichte seiner Ausbreitung. Tübingen 1905; 2. durchgesehene Auflage ebd. 1917 (Religionsgeschichtliche Volksbücher für die deutsche christliche Gegenwart, Band 3.4)
  - Band 2: Der südliche Buddhismus und der Lamaismus. Tübingen, 1905 (Religionsgeschichtliche Volksbücher für die deutsche christliche Gegenwart, Band 3.5)
  - Band 3: Der Buddhismus in China, Korea und Japan. Tübingen, 1906 (Religionsgeschichtliche Volksbücher für die deutsche christliche Gegenwart, Band 3.7)
- Welt des Ostens. Berlin, 1912
- Chinesische Philosophie. München, 1927
- Der Zusammenhang zwischen Schrift und Kultur in China. München, 1928
- Erklärendes Wörterbuch zum chinesischen Buddhismus. Chinesisch-sanskrit-deutsch'. Von Heinrich Hackmann. Nach seinem handschriftlichen Nachlass überarbeitet von Johannes Nobel. Herausgegeben von der Religionskundlichen Sammlung der Universität Marburg/Lahn. Leiden, 1951 (online).